# Oulimnius hipponensis
Oulimnius hipponensis is een keversoort uit de familie beekkevers (Elmidae). De wetenschappelijke naam van de soort werd in 1979 gepubliceerd door Berthélemy.